# Comité National Olympique et Sportif du Cameroun
Das Comité National Olympique et Sportif du Cameroun (abgekürzt: CNOSC) ist das Nationale Olympische Komitee von Kamerun. Es ist auch für die Vertretung Kameruns bei den Commonwealth Games verantwortlich.

## Geschichte
Das NOK wurde am 17. Oktober 1963 gegründet und im selben Jahr vom Internationalen Olympischen Komitee anerkannt.